# سويداء زاهية
السويداء الزاهية (باللاتينية: Suaeda splendens) نوع نباتي يتبع جنس السويداء من الفصيلة القطيفية.

## الموئل والانتشار
موطنها الأصلي بلاد الشام ومصر والمغرب العربي وتركيا وبعض مناطق جنوب أوروبا.

## مرادفات للاسم العلمي
- (باللاتينية: Salsola splendens Pourr.)
- (باللاتينية: Chenopodium setigerum DC.)
- (باللاتينية:   							                                                          							 								                             	Suaeda setigera (DC.) Moq.)